# Altamira do Paraná
Altamira do Paraná là một đô thị thuộc bang Paraná, Brasil. Đô thị này có diện tích 388,634 km², dân số năm 2007 là 4101 người, mật độ 17,2 người/km².